# Georgie Pace
Georgie Pace (* 2. Februar 1915 in Ohio; † Juli 1984) war ein US-amerikanischer Boxer im Bantamgewicht. Er wurde sowohl von Jim White als auch von Tom Stanley gemanagt.

## Profikarriere
Im Jahre 1934 begann er erfolgreich seine Karriere. Am 29. Oktober 1939 wurde Pace von der NBA kampflos zum Weltmeister ernannt, nachdem Sixto Escobar auf ihn verzichtet hatte. Pace verteidigte den Titel im März des folgenden Jahres mit einem Unentschieden über 15 Runden gegen Louis Salica und verlor ihn am 24. September desselben Jahres im Rückkampf durch einstimmige Punktrichterentscheidung.
Im Jahre 1943 beendete er mit einer Wettkampfbilanz von 32 Siegen (davon 14 durch K. o.), 11 Niederlagen (2) und 2 Unentschieden seine Karriere. Während des Zweiten Weltkriegs diente Pace in der US-Armee.